# Borsa di Napoli

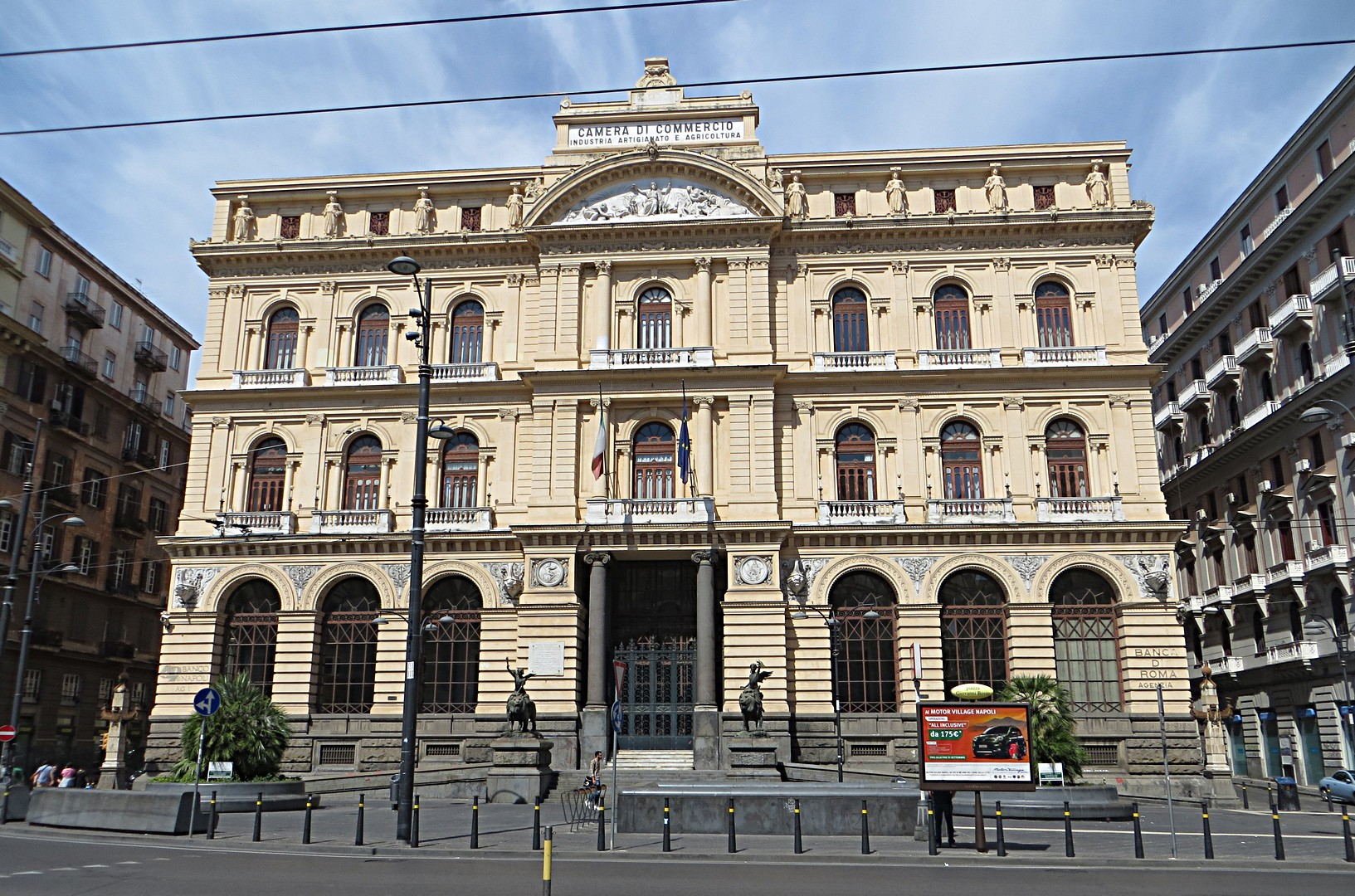
Il palazzo della Borsa

La Borsa valori di Napoli è stata una delle dieci borse valori italiane attive fino al 1997, quando vennero unificate nella Borsa Italiana.

## Storia
Nel 1778 venne fondata la Borsa di Commercio di Napoli, con atto ufficiale del re, ma autogestita dalla comunità dei commercianti. La sede era nel chiostro della chiesa di San Tommaso d'Aquino in via Toledo.
Nel 1808, all'indomani della conquista napoleonica, il re di Napoli Giuseppe Bonaparte fondò la Camera di Commercio della capitale, affidandole il compito di istituire la borsa secondo il modello francese. La borsa di nuovo modello fu effettivamente aperta nel 1810. La sede della nuova istituzione era il Monte dei Poveri Vergognosi, dove aveva sede anche la Camera di Commercio.
Nel periodo fra la Restaurazione e l'Unità d'Italia la borsa napoletana fu molto vivace: il numero degli agenti di cambio arrivò fino a venti, dal 1833 si trattavano anche titoli azionari (se ne contarono fino a venti). 
Dopo l'Unità il numero degli operatori di borsa aumentò, tuttavia l'attività prevalente della borsa partenopea rimase la negoziazione dei titoli di stato. Nel 1899 fu inaugurato il nuovo Palazzo della Borsa, che ospitava anche la Camera di Commercio, gli uffici degli agenti di cambio, e le sedi napoletane di alcune banche.
La borsa di Napoli, come le altre borse cittadine italiane, fu chiusa nel 1997, ai sensi dell'articolo 56, comma 9, del decreto legislativo 23 luglio 1996, n. 415 (decreto EuroSIM) ne determinò la fusione nell'unica Borsa Italiana.